# Förhydning

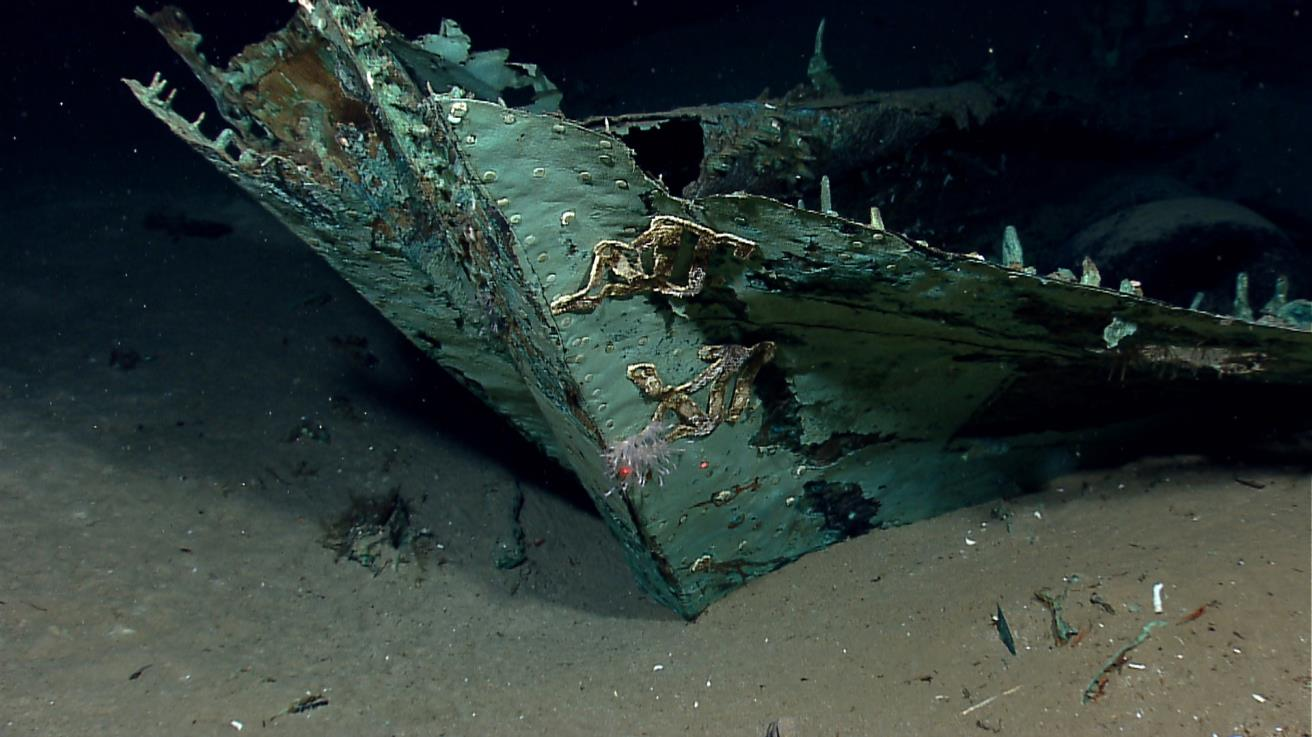
Rester av förhyding på ett vrak i Mexikanska golfen.

Förhyda en träbåt eller ett träskepp har varit en gängse metod, för att med en tunn plåt täcka bordläggningen under vattenlinjen för gång i is eller som skydd mot skeppsmask. Metoden är känd från medelhavets skepp innan vår tidräknings början, där en del av dessa skepp har haft en täckande blyplåt samt att träet var bestruket med vax och tjära . På 1700- talet började plåtar av koppar användas för att förhyda skeppen, den effekt som uppstår vid elektrolyt var ej känd. De äldre träskeppens bordläggning var fäst med spik av järn, dessa spikar korroderade bort snabbare vid skepp som var förhydade med kopparplåt. Ett förhydat skepp med bly eller kopparplåt behöver ej målas med bottenfärg mot beväxning eftersom plåten i sig själv är giftig.
En träbåt eller ett träskepp som ej är förhydat kan skadas vid gång i mycket tunn is. En plastbåt klarar sig väsentligt bättre vid gång i is, men det förekommer att även sådana förstärks med metallplåt på samma sätt.